# 福建农业职业技术学院

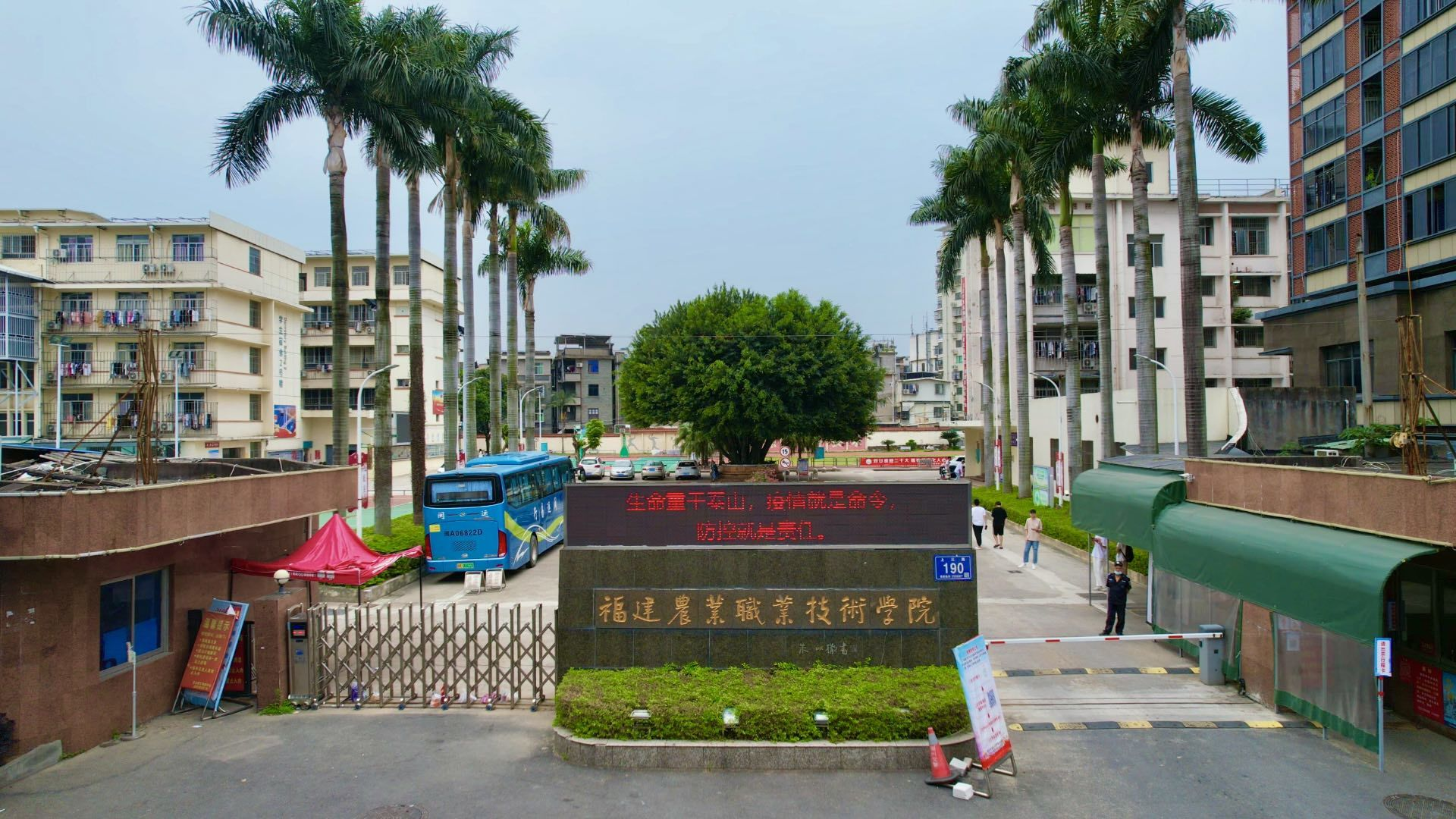
首山校区

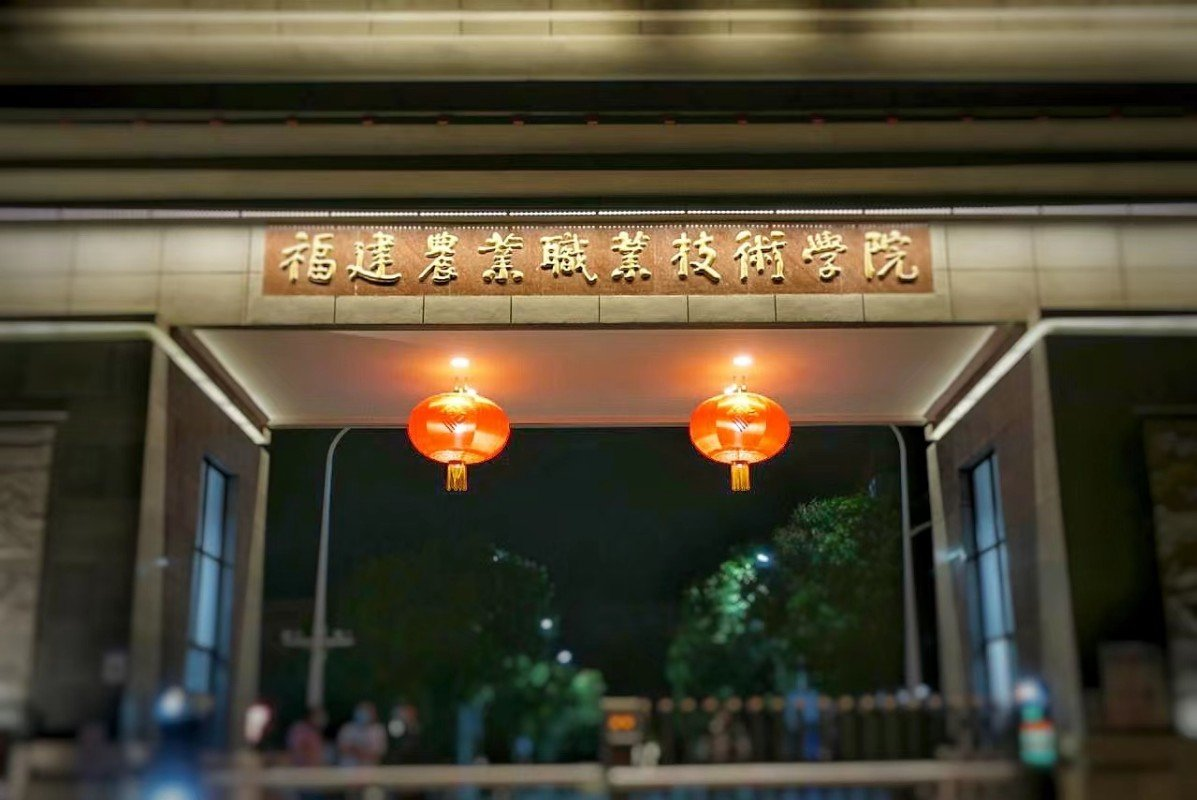
相思岭校区

福建农业职业技术学院是位于福建省福州市的公立全日制省属普通高等职业院校，是福建省19所示范性高职院校之一。
福建农业职业技术学院是福建省唯一的农业类高等职业院校，由福建省教育厅主管。学院设有相思岭、首山（福州市仓山区上三路）两个校区和软件园办学点。主校区（相思岭校区）位于福清市镜洋镇红星村龟山116号。

## 历史沿革

### 福州农业技术学校
1902年，闽浙总督许应骙在福州重办农桑总局，并附设浙股、粤股蚕务学堂。1906年，浙股、粤股蚕务学堂改称福建中等实业学堂，后更名为福建官立中等蚕业学堂。1908年，福州农事试验场别科（农业预备学校）成立。1912年，福建官立中等蚕业学堂更名为福建省立蚕业学校，福建官立中等农业学堂更名为福建省立农林学校。1927年，福建省立甲种蚕业学校与福建省立甲种农业学校合并为福建省立第一高级中学第二分校。1937年，因抗战形势，学校迁往永安，改称省立高级农业职业学校。1945年抗战胜利后，学校迁回福州北岭原址，并恢复福建省立福州高级农业职业学校名称。
1951年，福州私立协和职业学校与省立福州高级农业职业学校合并，成立福州农业技术学校。

### 福建省农业学校
1979年，福建农垦学校在邵武市创办。1997年4月，更名为福建省农业学校。

### 福建农业职业技术学院
2003年2月，福州市农业学校和福建省农业学校合并，设立福建农业职业技术学院。
2015年，福建省农业干部学校撤销后整建制并入学院。2023年8月，福建第二轻工业学校整建制并入福建农业职业技术学院。

## 教学管理
学校以高职教育、专科层次为主，专科层次以三年制为主、‘3+2’五年制为辅。
福建农业职业技术学院现有14个二级学院，其中有9个开设全日制专业，开设全日制专业的二级学院名单如下：
| 二级学院               | 下设专业 |
| ---------------------- | --- |
| 现代农业工程学院       | 农业生物技术、环境工程技术、食品质量与安全、食品营养与检测、食品加工技术                                                                               |
| 园艺园林学院           | 园林技术、园艺技术、工程造价、建设工程技术、建筑工程管理、茶艺与茶文化、五专园林技术、花卉与花艺技术                                                   |
| 动物科技学院           | 畜牧兽医、动物医学、宠物美容与驯导、宠物医疗技术、畜禽智能化养殖                                                                                       |
| 经济管理学院           | 大数据与会计、大数据与审计、统计与会计核算、金融服务与管理、财富管理、市场营销、现代物流管理、连锁经营与管理、国际商务、跨境电子商务、现代农业经济管理 |
| 信息工程学院           | 大数据技术、计算机网络技术、计算机应用技术、虚拟现实应用技术、移动商务、电子商务、物联网应用技术、动漫制作技术、电子信息工程技术                       |
| 通信学院               | 现代通信技术、移动应用开发 |
| 软件学院               | 软件技术 |
| 互联网金融学院         | 金融科技应用、网络营销与直播电商 |
| 相思岭乡村旅游产业学院 | 中小企业创业与经营、休闲农业经营与管理 |
| 二轻学院（中专部）     | 服装与服饰设计、艺术设计、烹饪工艺与营养 |